# 23-я пехотная дивизия (вермахт)
23-я пехотная дивизия (23. Infanterie-Division) — тактическое соединение сухопутных войск вооружённых сил нацистской Германии периода Второй мировой войны.

## Формирование и боевой путь
В июне 1940 года — на Западе, с сентября 1940 года — на Востоке (Польша).
22 июня 1941 года начинала наступление на СССР вблизи местечка Биль (Польша). 20 июля брала Могилев (потери — 264 убитыми, 83 пропали без вести, 1088 раненых). 1 августа при наступлении на Рославль попала под бомбежку своей авиации. В 1941 году разбита под Рославлем.
В январе 1942 года брала Волоколамск. Южнее Фёдоровки под Москвой попала в окружение.
С июня 1942 года — вновь на Западе, с октября 1942 года передала свои части для формирования 26-й танковой дивизии, с ноября 1942 года — в Дании, с февраля 1943 года — на Восточном фронте, в октябре 1944 года в составе группы армий «Север» и в ноябре разгромлена в ходе Моонзундской операции советских войск, и вновь сформирована в начале 1945 года.

## Состав
| 23-я пехотная дивизия Август 1939 | 23-я пехотная дивизия Август 1942 |
| --- | --- |
| - 9-й пехотный полк (Infanterie-Regiment 9) - 67-й пехотный полк (Infanterie-Regiment 67) - 68-й пехотный полк (Infanterie-Regiment 68) | - 9-й пехотный полк (Grenadier-Regiment 9) - 67-й пехотный полк (Grenadier-Regiment 67) - 68-й фузилёрский полк (Füsilier-Regiment 68) |
| - 23-й артиллерийский полк (Artillerie-Regiment 23)                                                                                     | |
| - 23-й разведывательный батальон (Aufklärungs-Abteilung 23)                                                                             | - 23-й фузилёрский батальон (Füsilier-Bataillon 23)                                                                                    |
| - 23-й дивизион ПТО (Panzer-Abwehr-Abteilung 23)                                                                                        | - 23-й противотанковый дивизион (Panzer-Jäger-Abteilung 23)                                                                            |
| - 23-й сапёрный батальон (Pionier-Bataillon 23)                                                                                         | |
| - 23-й батальон связи (Nachrichten-Abteilung 23)                                                                                        | |

## Командиры дивизии
- генерал-майор Э. Буш – с момента формирования до 4 февраля 1938 года
- генерал-лейтенант Вальтер фон Брокдорф-Алефельд – с 4 февраля 1938 по 1 июня 1940 года
- генерал-майор (затем генерал-лейтенант) Гейнц Хельмих – с 1 июня 1940 по 17 января 1942 года
- полковник (затем генерал-майор) Курт Бадински – с 17 января 1942 года по 9 июля 1942 года
- полковник (затем генерал-майор) Фридрих фон Шельвиц – с 15 ноября 1942 по 15 июля 1943 года и с 7 августа 1943 по 20 августа 1943 года
- полковник Хорст фон Меллентин – с 15 июля 1943 по 6 августа 1943 года и с 20 августа по 1 сентября 1943 года
- полковник (затем генерал-майор) Пауль Гурран – с 1 сентября 1943 по 22 февраля 1944 года
- генерал-майор (затем генерал-лейтенант) Вальтер Шарль де Болье – с 22 февраля по 1 августа 1944 года
- генерал-лейтенант Ганс Ширмер – с 1 августа 1944 по 8 мая 1945 года

## Награждённые Рыцарским крестом Железного креста (17)
- Вальтер Калькхофф, 26.05.1940 – унтер-офицер, командир отделения 1-й роты 67-го пехотного полка
- Вернер-Альбрехт фрайхерр фон унд цу Гильза, 05.06.1940 – полковник, командир 9-го пехотного полка
- Ганс-Отто Брандт, 21.08.1941 – лейтенант резерва, командир взвода 10-й роты 67-го пехотного полка
- Феликс Ханниг, 17.09.1941 – майор резерва, командир 1-го батальона 9-го пехотного полка
- Петер Флиссбах, 20.12.1941 – обер-лейтенант, командир 4-й батареи 23-го артиллерийского полка
- Герман Йордан, 16.08.1943 – капитан, командир 3-го батальона 9-го пехотного полка
- Эрих Хорак, 24.09.1943 – фельдфебель, командир взвода 6-й роты 68-го стрелкового полка
- Вернер Лёзинг, 29.02.1944 – ефрейтор, командир расчёта противотанкового ружья 12-й роты 67-го пехотного полка
- Аксель фон дем Бусше-Штрайтхорст, 07.03.1944 – капитан, командир 1-го батальона 9-го пехотного полка
- Вальтер Шульце, 05.04.1944 – фельдфебель, командир взвода 6-й роты 9-го пехотного полка
- Отто Мертенс, 11.04.1944 – капитан резерва, командир 3-го батальона 68-го стрелкового полка
- Герман Теш, 09.06.1944 – лейтенант резерва, командир 11-й роты 67-го пехотного полка
- Вольфганг фон Боштелль, 02.09.1944 – лейтенант, командир взвода 2-й роты 1023-го дивизиона штурмовых орудий в 23-м батальоне истребителей танков
- Герхард Брентфюрер, 04.10.1944 – обер-лейтенант резерва, командир 4-й роты 9-го пехотного полка
- Клаус Риттер, 28.10.1944 – капитан, командир 2-го батальона 67-го пехотного полка
- Франц Бюттнер, 18.12.1944 – обер-ефрейтор, командир отделения 7-й роты 67-го пехотного полка
- Макс Ребайн, 05.03.1945 – капитан резерва, командир 23-го сапёрного батальона